# Intrigo d'amore
Intrigo d’amore è un film erotico del 1988 diretto da Roy Garrett (alias Mario Gariazzo).

## Trama
Willy realizza servizi fotografici per mariti in crisi di desiderio per le loro mogli. Tra le donne che gli si rivolgono c'è Evelyn, della quale s'innamora. Intanto uno dei mariti ricatta le sprovvedute signore e dal ricatto si passa al delitto: a perdere la vita sono proprio il fotografo e la sua innamorata.